# 暗哨
《暗哨》是2006年上映的中國电视剧，由于立清导演，著名演员茹萍、王海地领衔主演。故事讲述1949年，江城解放前夕，解放军侦察员钟啸飞奉命打人敌人内部，与敌人斗智斗勇，最终成功获得“长江防御和兵力部署图”，为江城的解放作出了巨大贡献。

## 演员表
- 茹萍 饰 楚云鹤
- 王海地 饰 钟啸飞
- 王海燕 饰 薛露扬
- 王玉璋 饰 周伯平
- 姚刚 饰 陈仁杰
- 侯传杲 饰 赵司然
- 范艳华 饰 章妈
- 杜玉明 饰 释逊
- 何清清 饰 苏云
- 郑嫣琦 饰 陈晨
- 张一 饰 樊雪梅
- 钱志 饰 唐业宗